# Noah Sadaoui
Noah Wail Sadaoui (arab. ‏نوح وائل سعداوي‎; ur. 14 września 1993 w Casablance) – marokański piłkarz, grający na pozycji prawego napastnika. W sezonie 2021/2022 zawodnik FARu Rabat. Reprezentant kraju. Również obywatel Stanów Zjednoczonych.

## Kariera juniorska
Noah Sadaoui karierę zaczynał w 1998 roku, kiedy przystąpił do szkółki Wydadu Casablanca. Był tam trenowany do 2004 roku, kiedy trafił do Stanów Zjednoczonych, a dokładnie do akademii New York Red Bulls. Grał tam w latach 2005–2007. Następnie w latach 2007–2011 grał w szkółce piłkarskiej Saint Benedict’s Preparatory School, a w latach 2011–2012 w akademii Saint Peter's College.

## Kariera seniorska
Po zakończeniu gry w juniorskich zespołach, Noah Sadaoui trafił 7 lutego 2013 roku do Izraela, do Maccabi Hajfa. Z tamtego klubu był wypożyczany na pół roku do Hapoel Kefar Saba i na rok do Hapoel Nacerat Illit.
24 lipca 2014 roku opuścił Azję i trafił do Ajaxu Kapsztad. Zadebiutował tam w meczu przeciwko Bidvest Wits FC, przegranym 4:2. Wszedł na boisko w 74. minucie, a strzelił gola w 83. minucie spotkania. Łącznie zagrał tam 2 mecze i strzelił jedną bramkę.
1 października 2015 roku trafił do Miami United FC. Grał tam do 1 lipca 2016 roku, wtedy został bez klubu.
1 grudnia 2016 roku podpisał kontrakt z omańskim Al-Khaburah SC. Następnie 11 września 2017 roku przeniósł się do Mirbat Sports Club, również omańskiego klubu.
1 lipca 2018 roku trafił do Egiptu, do ENPPI Club. Zadebiutował tam 3 sierpnia 2018 roku w meczu przeciwko Pyramids FC, przegranym 0:1. Pierwszą bramkę strzelił 5 dni później, w meczu przeciwko Tala'ea El Gaish, wygranym 0:3. Noah Sadaoui do siatki trafiał w 82. i 93. minucie. Pierwszą asystę zaliczył 2 listopada 2018 roku w meczu przeciwko El Gouna FC, zremisowanym 1:1. Asystował przy bramce w 40. minucie. Łącznie w Egipcie rozegrał 15 ligowych meczów, strzelił 2 gole i raz asystował.
10 stycznia 2019 roku powrócił do ojczyzny, podpisując kontakt z Mouloudią Wadżda. Zadebiutował tam 4 dni później w meczu przeciwko FARowi Rabat, zremisowanym 1:1. Strzelił wtedy swojego pierwszego gola, do siatki trafił w 23. minucie. Pierwszą asystę zaliczył 2 kwietnia 2019 roku w meczu przeciwko Youssoufii Berrechid, również zremisowanym 1:1. Asystował przy bramce w 34. minucie. Łącznie rozegrał tam 43 ligowe mecze, strzelił 13 goli i zanotował 5 asyst.
12 października 2020 roku trafił do Rai Casablanca. Zadebiutował tam 6 grudnia 2020 roku w meczu przeciwko FUSowi Rabat, zremisowanym 3:3. W debiucie strzelił gola, konkretnie w 73. minucie spotkania. Łącznie do 20 grudnia 2021 roku rozegrał 29 meczów (z czego 18 ligowych) i strzelił 4 gole (2 ligowe).
12 sierpnia 2021 roku został zawodnikiem FARu Rabat. W stołecznym zespole zadebiutował 16 października 2021 roku w meczu Afrykańskiego Pucharu Konfederacji przeciwko JS Kabylie, przegranym 0:1. Noah Sadaoui grał przez ostatnie 31 minut meczu. Pierwszego gola strzelił 31 października 2021 roku w meczu przeciwko Rapide Oued Zem, wygranym 0:3. Noah Sadaoui strzelił gola w 32. minucie. Pierwszą asystę zaliczył 5 dni później w meczu przeciwko Youssoufii Berrechid, wygranym 2:1. Asystował przy golu w 30. minucie. Łącznie do 20 grudnia 2021 roku zagrał tam w 10 meczach (8 ligowych), strzelił gola i zaliczył dwie asysty.

## Kariera reprezentacyjna
Noah Sadaoui w reprezentacji zadebiutował 18 stycznia 2021 roku w meczu przeciwko Togo, wygranym 1:0. Łącznie do 1 czerwca 2021 roku rozegrał 4 mecze.